# Алмош (принц)
Алмош (угор. Álmos herceg; прибл. 1070 або 1075 — 1 вересня 1127) — угорський принц, син короля Гези I, брат Коломана I. Був претендентом на угорський трон.

## Ранні роки
Алмош був молодшим серед двох синів майбутнього короля Гези I. Його братом був майбутній король Коломан. Їхня матір Жофія була першою дружиною Гези; його друга дружина, візантійка Сіннадена, покинула Угорщину і повернулася на батьківщину після смерті чоловіка. І Алмош, і його старший брат, як вважають історики Дьюла Крішто та Марта Фонт, народилися приблизно в 1070 році.
Геза I посів престол 1074 року і помер 25 квітня 1077 року. Престол успадкував його брат Владислав I, оскільки і Коломан, і Алмош були неповнолітніми. Новий король вирішив, що Коломана слід готувати до церковної діяльності. Таке рішення було незвичним, оскільки Коломан був старшим за Алмоша.
У 1084—1091 роках Алмош був князем Славонії; у 1091—1095 роках він був князем Хорватії. Згідно з «Ілюстрованою хронікою», і Коломан, і Алмош взяли участь у поході свого дядька до Богемії навесні 1095 року. Перед поверненням до свого королівства король Владислав «був подоланий важкою недугою» і вирішив призначити Алмоша своїм наступником. Проте Коломан не прийняв рішення свого дядька і виїхав до Польщі.

## Конфлікти з Коломаном
Коломан повернувся до Угорщини, коли король Владислав помер, щоб захистити своє право на престол. Згідно з «Ілюстрованою хронікою», повернутися його запросив сам дядько. Також хроніка повідомляє, що Алмош «у справжній простоті свого серця вшанував свого брата Коломана і віддав йому корону королівства», а отже Коломан зійшов на престол без кровопролиття. З іншого боку, він був коронований на початку 1096 року, що може означати, що перед цим два брати боролися за корону. Коломана коронував у Секешфегерварі архієпископ Серафим. Згідно з «Ілюстрованою хронікою», водночас він «дарував князівство з усіма правами» Алмошеві. Це свідчить про те, що Алмош визнавав правління свого брата тільки в обмін на отримання ducatus або князівства, яким володіли їхні батько та дід і яке займало близько третини королівства.
Після Коломанових перемог над хрестоносцями-мародерами у 1096 році Генріх IV, імператор Священної Римської імперії, якого Владислав I підтримував у боротьбі проти папи Урбана II, написав листа до князя Алмоша. Імператор заявив, що Коломан «знехтував» його «інтересами через свої власні потреби» і просив, щоб Алмош виступив проти брата від його імені. Однак король, колишній єпископ, не продовжив політику свого попередника і виступив на підтримку папської кампанії. Історик Дьюла Крішто пише, що факт багаторічних тісних зв'язків Алмоша із імператором також могло вплинути на рішення Коломана.
Коломан почав вторгнення в Хорватію і самостійно очолив військо у 1097 році. Скориставшись відсутністю Коломана у столиці, Алмош влаштував проти нього змову й почав збирати військо. Коломан повернувся з Хорватії і пішов із військом на князівство Алмоша у 1098 році. Дві армії зустрілися поблизу селища Тісаварконь, і тільки річка Тиса їх розділяла. Проте командувачі обох армій вступили у переговори й вирішили не починати битву, змусивши Коломана та Алмоша укласти мир.

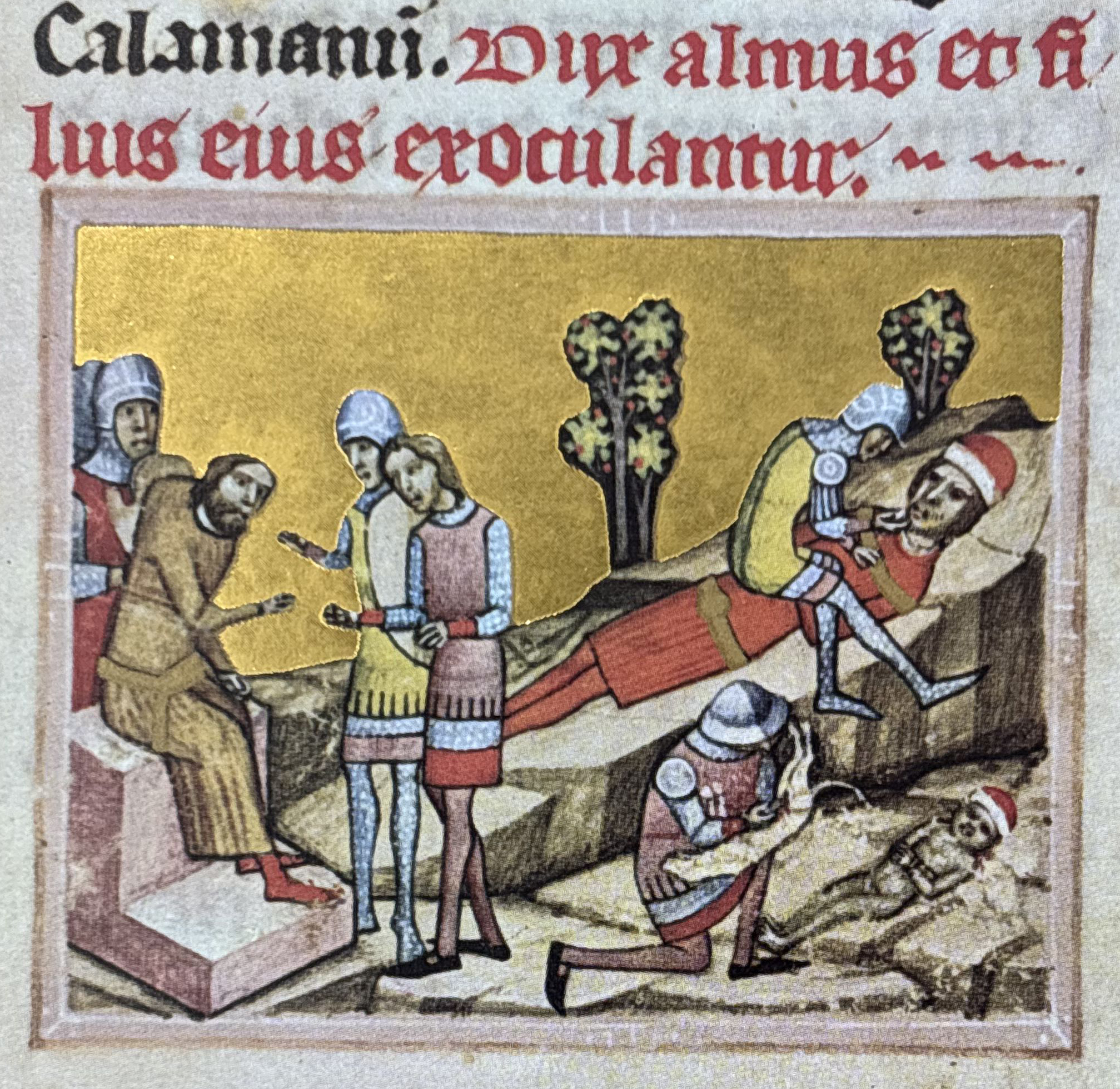
Алмош та його син Бела були осліплені за наказом короля Коломана. Мініатюра з «Ілюстрованої хроніки»

Конфлікт поновився за кілька років, коли Коломан коронував свого сина Стефана у 1105 році, що призвело до відкритого повстання Алмоша. Князь покинув Угорщину і звернувся по допомогу до імператора Генріха IV. Проте він усвідомив, що імператор не здатен надати йому допомогу, оскільки тоді боровся проти повстання власного сина. Алмош повернувся до Угорщини у 1106 році, проте незабаром поїхав до свого шурина — короля Польщі Болеслава III. З польською допомогою він захопив фортецю Абауйвар в Угорщині. Як наслідок, Коломан зустрівся з Болеславом III, і обидва монархи «присягнулися на вічну дружбу та братерство». За відсутності підтримки польського монарха Алмош був змушений здатися Коломанові.

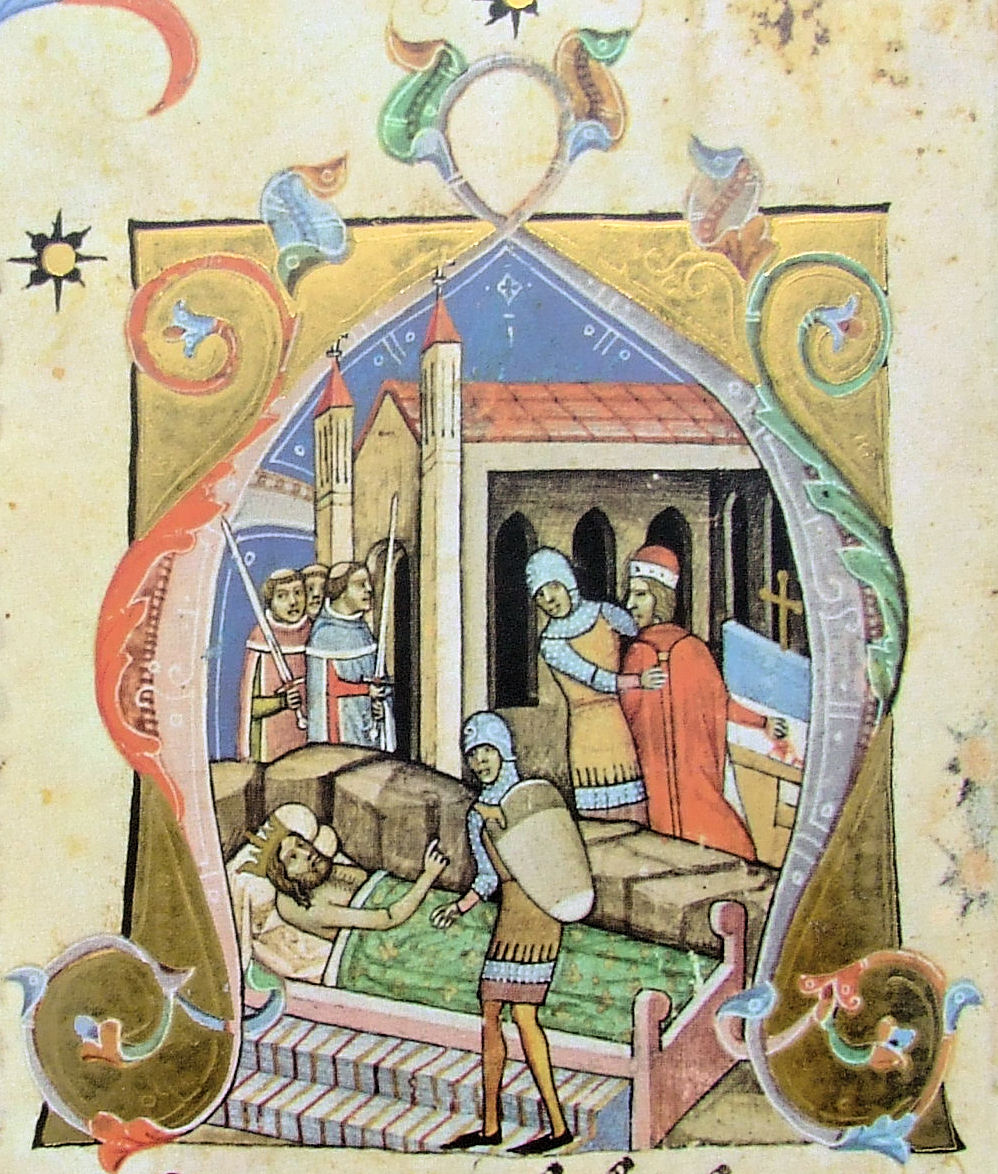
Перед смертю Коломан ув'язнив сліпого Алмоша

Король Коломан вирішив скористатися відсутністю Алмоша, який здійснив паломництво до Святої Землі, і в 1107—1108 роках захопив його князівство. Незважаючи на те, що Алмошу було дозволено зберегти за собою свою власність, приєднання його князівства забезпечило цілісність королівства Коломана. Повернувшись зі Святої Землі, Алмош вирішив заснувати монастир у селі Демеш. Під час освячення монастиря, на якому Коломан також був присутній, Алмоша помилково звинуватили у спробі замаху на життя короля. Коломан вирішив заарештувати брата, проте «преосвященніші єпископи та інші доброзичливі сановники» втрутилися в ситуацію на боці Алмоша, і «таким чином було урочисто присягнуто про примирення» між королем та братом.
Алмош поїхав до міста Пассау. За його проханням імператор Генріх V розпочав вторгнення до Угорщини і взяв в облогу місто Пожонь (нині Братислава, Словаччина) у вересні 1108 року. Водночас князь Богемії Святоплук I, який також підтримував Алмоша, здійснив вторгнення у регіони на північ від Дунаю. Проте союзник Коломана, король Польщі Болеслав III, напав на Богемію, через що Святоплук був змушений відступити. Хоча спроба облоги Пожоні імператором Генріхом також провалилася, він намагався вмовити Коломана вибачити своєму бунтівному братові, і він таким чином повернувся в Угорщину.
Проте Коломан виявив, що Алмош знову намагається влаштувати змову з метою захоплення трону. Він вирішив надалі не боротися з братом і наказав осліпити його та його молодого сина, Белу, щоб забезпечити мирний перехід престолу до власного сина. З тієї самої причини багато з воїнів Алмоша також були покалічені. Після цього Алмош жив самітником у власному монастирі в Демеші. 1116 року Коломан помер. Його син Стефан був коронований у Секешфегерварі за місяць після цього.

## Вигнання
Як повідомляє «Ілюстрована хроніка», сліпий Алмош, «побоюючись смерті на руках короля Стефана», втік до Візантійської імперії. Багато його прихильників пішли за ним; імператор Іоанн II Комнін поселив їх у місті в Македонії. Візантійський історик Іоанн Кіннам підтверджує, що імператор «ставився» до Алмоша «прихильно і прийняв його з добротою». Він додає, що король Стефан II «послав до імператора послів і вимагав, щоб» Алмош «був вигнаний з» Візантії, проте його вимоги не були прийняті. Джерела не подають дату втечі Алмоша, але, ймовірно, це сталося 1125 року. Історик Ференц Макк пише, що Алмош був змушений покинути Угорщину, оскільки він скористався поразками Стефана II у Волині та Далмації та влаштував змову проти нього. Його втеча спричинила війну між двома державами, яка тривала з 1127 до 1129 року. Алмош помер у вигнанні 1 вересня 1127 року.
Син Алмоша Бела Сліпий став королем Угорщини в 1131 році. Останки Алмоша були перевезені до Угорщини в 1137 році й перепоховані в базиліці Успіння Пресвятої Діви Марії в Секешфегерварі.

## Родина
Дружина — Предслава Київська, дочка князя Святополка Ізяславича, онучкою Ярослава Мудрого.
Діти:
- Аделаїда (прибл. 1107—1140) — одружена із князем Богемії Собіславом I у 1123 році;
- Бела II (прибл. 1109—1141) — король Угорщини у 1131—1141, одружений із Ілоною Сербською у 1129 році;
- Софія або Ядвіґа (1107—1138) — одружена із маркграфом Австрії Адальбертом II у 1132 році.